# Дворец металлургов (Шымкент)
Дворец металлургов (каз. Металлургтар сарайы) — памятник архитектуры в городе Шымкенте середины 1950-х годов.

## Архитектура
Здание представляет собой характерный пример строительства домов культуры в архитектуре Казахстана послевоенного десятилетия, чьи стилистические характеристики связаны с тенденциями синтеза классицирующих и национальных приёмов.
Сооружение — трёхэтажное, Т-образное в плане на высоком стилобате. Главный фасад и композиционная ось подчёркнуты концентрацией архитектурных форм и деталей: гранитной лестницей, 5-пролётным сквозным арочным портиком с парадным двориком за ним, орнаментальным и текстовыми панно, украшающими простенки. Архитектурную выразительность создают классицирующие детали — 4-гранные полуколонны на массивных базах и с развитой растительной капителью, кессоны аркады, многопрофильный карниз, проходящий на уровне второго этажа, и национальные орнаменты, украшающие тимпаны, капители, межэтажные филёнки. Стены расшиты ленточными рустами. Небольшие прямоугольные с подоконными полочками окна объединены на высоту двух этажей тягой в виде архивольта. Пилоны центрального объёма акцентированы филёнками с мотивом орнамента «плетёнка».
Боковые фасады имеют тот же характер членений, но лишены декора. Использована характерная для зрелищных зданий 1940-х годов планировочная схема с последовательно расположенными по центральной оси фойе, зрительным залом.